# Yamazaki Susumu
Yamazaki Susumu (山崎 烝, 1833? - 6 février 1868) est un espion et officier du Shinsengumi, aussi connu sous le nom kansatsu (監察, inspecteur).

## Biographie
Rōnin originaire d'Osaka, il est expert en escrime de l'école Katori ryū. En 1863, il rejoint officiellement le Shinsengumi et en 1864, Yamazaki Susumu et Shimada Kai sont désignés par Kondō Isami pour enquêter sur la situation qui a conduit à l'affaire Ikedaya le 8 juillet. Cependant, une théorie veut que la participation de Yamazaki dans l'affaire Ikedaya Jiken est simplement fiction inventée par Kan Shimozawa et Ryōtarō Shiba.  
Son activité professionnelle tandis qu'il réside à Kyoto est médecin et le Shinsengumi utilise initialement sa pharmacie comme base avant de transférer son siège plus tard au Nishi-Hongan-ji (voir Yamanami Keisuke).
Yamazaki Susumu passe pour exceller dans les arts littéraires et militaires, ayant été formé par son oncle. Son talent d'érudit est nécessaire lors des discussions politiques avec tel ou tel noble de cour. 
En 1865, il accompagne Kondō Isami à Hiroshima. On croit que Yamazaki ne retourne pas à Kyoto avec Kondō avant l'année suivante afin d'approfondir le statut du domaine de Chōshū.
Yamazaki Susumu étudie la médecine auprès de Matsumoto Ryōjun. Selon lui, Yamazaki est un homme doux et taciturne.
En 1867, Yamazaki Susumu devient hatamoto avec le reste des Shinsengumi.
Au cours de la bataille de Toba-Fushimi en 1868, Yamazaki Susumu est sévèrement blessé et meurt le 6 février. L'emplacement exact de sa mort est disputé mais on pense qu'il s'est noyé en essayant de s'échapper. Il avait la pleine confiance de Kondō Isami et Hijikata Toshizo et a été l'un des membres les plus fidèles du Shinsengumi jusqu'à la fin de sa vie.

## Source de la traduction
- (en) Cet article est partiellement ou en totalité issu de l’article de Wikipédia en anglais intitulé « Yamazaki Susumu » (voir la liste des auteurs).